# Wirklichkeitswissenschaft
Wirklichkeitswissenschaft (auch Wissenschaft von der Wirklichkeit bzw. Wissenschaft vom Wirklichen) wird in der erkenntnistheoretischen Diskussion eine Wissenschaft genannt, die sich mit der konkreten, kausal zusammenhängenden Wirklichkeit, sogenanntem Erfahrungswissen auseinandersetzt und nicht mit wertfrei-generalisierender und abstrakt orientierter, reiner Theorie (oder auch Spekulation).

## Geschichte
Der Begriff wurde im Gefolge von Wilhelm Dilthey vor allem von Georg Simmel (1892 in Probleme der Geschichtsphilosophie), Wilhelm Windelband (1894 in der Straßburger Rektoratsrede Geschichte und Naturwissenschaft), Ernst Troeltsch (1897 in Voraussetzungslose Wissenschaft), Heinrich Rickert (1902 in Grenzen der naturwissenschaftlichen Begriffsbildung) und Max Weber (1904 in Die 'Objektivität' sozialwissenschaftlicher und sozialpolitischer Erkenntnis), eingeführt und geprägt, später aber vor allem auch bekannt gemacht durch Hans Freyer, der die Soziologie, und durch Hermann Heller, der die Staatslehre als Wirklichkeitswissenschaft vorstellte. Sie seien die höchsten und letzten Formen der zur Wirklichkeitswissenschaft geworden sowohl Natur- als auch Geisteswissenschaften.
Während von diesen Erkenntnistheoretikern zu den Wirklichkeitswissenschaften alle Kulturwissenschaften gezählt werden, inklusive der Geschichtswissenschaft, stehen ihnen die Geisteswissenschaften gegenüber, zu denen neben der Mathematik auch die Naturwissenschaften zählen.
In diesem Zusammenhang ist die Diskussion, ob nun Theologie und Philosophie als Kultur- und damit Wirklichkeitswissenschaften zu fassen sind oder aber als Geisteswissenschaften, zwar offen, bleibt jedoch bezogen auf Erkenntnisinteressen (Lehre, Leitwissenschaft, Einheitswissenschaft, Grundlagenforschung).
Pragmatisch einflussreich ist der Aufbau der Universitätsfakultäten; beispielsweise wurde die Philosophische Fakultät an der Universität Wien 1975 in die drei Fakultäten für Grund- und Integrativwissenschaften, für Geisteswissenschaften sowie für Formal- und Naturwissenschaften gegliedert. Später kam es erneut zu Umstrukturierungen.
Im deutsch-englischen Wörterbuch philosophischer Fachbegriffe (2. Auflage) von Elmar Waibl und Philip Martin Herdina findet sich keine englische Übersetzung für den Begriff „Wirklichkeitswissenschaft“; thematisch verwandt ist (über Realwissenschaft) empirical science / empirische Wissenschaft. Hans-Jörg Sigwart übersetzt (Bezug auf William-James-Rezeption) „science of reality or experience“.
Aus philosophisch-kontemplativer Perspektive stellt sich weiters die Frage nach dem Zusammenhang von Wissenschaftstheorie (Programme, Modelle) und Wissenschaftsgeschichte (Theoriendynamik). Im Wörterbuch phänomenologischer Begriffe (2004) werden diesbzgl. Positionen Martin Heideggers (Besinnung) und Hannah Arendts (vita activa) kontrastiert.
„Cicero verwendet ‚contemplari‘ als Übersetzung für das griech. theorein.“
Das Philosophielexikon von Anton Hügli und Poul Lübcke unterscheidet im Artikel das Absolute ontologische von erkenntnistheoretischen und ethischen Bedeutungen; die Suche nach dem Grundlegenden gehe in zwei Richtungen: „Zum einen wird nach den allgemeinen Zügen dessen, was ist, gefragt, d. h. nach den elementaren Bestimmungen, die Seiendes als Seiendes auszeichnen (Ontologie); zum anderen geht die Suche nach einem höchsten Seienden, einem höchsten Wesen, von dem her das Seiende als Ganzes (die Welt) sich bestimmen lässt, das ein letztes, abschließendes und zugleich einheitsstiftendes Prinzip ist (Theologie, vgl. auch Ontotheologie). Wer den Begriff des Absoluten verwendet, spricht der Wirklichkeit einen Sinnzusammenhang zu.“